# Boris Garrós Torrent
Boris Garrós Torrent, más conocido como Boris, (Barcelona, 22 de junio de 1988) es un futbolista español que juega de delantero en el C. E. Atlètic Lleida de la Segunda Federación.

## Trayectoria
Boris jugó hasta 2011 en la Unió Esportiva Castelldefels, equipo que dejó para fichar por el Unió Esportiva Cornellà, equipo en el que jugó durante dos temporadas, hasta 2013.
En la temporada 2013-14 jugó con la U. E. Sant Andreu, disputando tan solo tres partidos hasta que en enero de 2014 fichó por la A. E. Prat, equipo con el que marcó cuatro goles, y en el que encontró la continuidad que no tuvo en el Cornellà.
El 1 de julio de 2014 fichó por la U. E. Rubí, equipo que dejó el 27 de enero de 2015 por el Centre d'Esports L'Hospitalet donde jugó 15 partidos y marcó 1 gol. Un año después, el 28 de enero de 2016 ficha por el Club de Fútbol Gavà de la Segunda División B. Con el Gavà explotó, al marcar 25 goles en 38 partidos.
En verano de 2017 quedó libre tras no renovar con el Gavà. Fue tanteado por muchos clubes de Segunda B, pero finalmente el Real Club Recreativo de Huelva fue quien se hizo con su fichaje.
Boris debutó con el Recreativo el 19 de agosto de 2017 frente al F. C. Cartagena. En ese mismo partido marcó su primer gol con el club onubense.
En la segunda jornada, el 27 de agosto de 2017, marcó su segundo gol con el Recreativo, logrando el empate (1-1) frente al Real Murcia.
El 10 de septiembre de 2017, y dentro de la cuarta jornada de liga, marcó el único gol del partido, el gol de la victoria para su equipo, frente al Real Betis B.
Tras un periplo por Grecia y Rumania entre 2018 y 2019, regresó a España para jugar en el C. E. Sabadell, logrando el ascenso de categoría a la Segunda División.
En enero de 2021 firmó por el Club Deportivo El Ejido 2012. En julio de ese año regresó al fútbol catalán y militó las siguientes temporadas en la U. E. Costa Brava, el Cerdanyola del Vallès F. C. y el C. E. Atlètic Lleida.

## Clubes
| Club                        | País    | Año       |
| --------------------------- | ------- | --------- |
| U. E. Castelldefels         | España  | 2011      |
| U. E. Cornellà              | España  | 2011-2013 |
| U. E. Sant Andreu           | España  | 2013-2014 |
| U. E. Rubí                  | España  | 2014-2015 |
| C. E. L'Hospitalet          | España  | 2015-2016 |
| F. C. Gavà                  | España  | 2016-2017 |
| R. C. Recreativo de Huelva  | España  | 2017-2018 |
| Apollon Smyrnis             | Grecia  | 2018-2019 |
| CSM Politehnica Iași        | Rumania | 2019      |
| C. E. Sabadell C. F.        | España  | 2019-2020 |
| C. D. El Ejido 2012         | España  | 2021      |
| U. E. Costa Brava           | España  | 2021-2022 |
| Cerdanyola del Vallès F. C. | España  | 2023-2024 |
| C. E. Atlètic Lleida        | España  | 2024-     |